# Црвени серов
Црвени серов (лат. Capricornis rubidus) је сисар из реда папкара (Artiodactyla). 

## Распрострањење
Ареал црвеног серова покрива средњи број држава. Врста има станиште у Бурми, а непотврђено и у Кини и Индији.

## Станиште
Станишта црвеног серова су шуме, планине, брдовити предели и речни екосистеми.

## Угроженост
Ова врста је на нижем степену опасности од изумирања, и сматра се скоро угроженим таксоном.